# Alan Budikusuma
Alan Budikusuma (Surabaia, 29 de março de 1968) é um ex-jogador de badminton da Indonésia, campeão olímpico.

## Carreira
Conquistou a medalha de ouro nos Jogos Olímpicos de Verão de 1992 em Barcelona, foi o primeiro ganhador no individual.